# Creaton
Creaton is een civil parish in het bestuurlijke gebied Daventry, in het Engelse graafschap Northamptonshire met 503 inwoners.